# Charles-Jean Cesbron-Lavau
Ne doit pas être confondu avec Charles Cesbron-Lavau, son fils
Pour les autres membres de la famille, voir Famille Cesbron.
Charles-Jean Cesbron-Lavau est un manufacturier et homme politique français, né le 11 novembre 1763 à Chemillé (Maine-et-Loire), où il est mort le 12 septembre 1839.

## Biographie

### Origines et famille
Charles-Jean Cesbron-Lavau naît le 11 novembre 1763 à Chemillé dans le quartier Saint-Pierre.
Issu de la famille Cesbron, ancienne famille de la haute bourgeoisie de l'Anjou, il est le fils de Michel-François Cesbron, marchand — sieur des Essarts et des Hermes, qui devient conseiller général de Maine-et-Loire sous le Premier Empire — et de son épouse Jeanne-Charlotte Briaudeau.
Il est parent d'Ernest Cesbron, de l'officier vendéen Jean-Baptiste-Guillaume Cesbron d'Argonne et du général vendéen Augustin de Hargues.
Il épouse Julie Moricet, dont le frère, officier vendéen, est fusillé par les républicains en 1796, et qui est cousine par sa mère, née Tharreau, de Jean-Victor Tharreau et de François-Charles Tharreau. Le couple a un fils, Charles Cesbron-Lavau, né en 1791 à Cholet.

### Carrière
Charles-Jean Cesbron-Lavau succède à son père dans la direction d'une importante fabrique de toiles et de mouchoirs. Il est maire de Cholet au cours de l'année 1815.
Il est élu le 4 novembre 1820 député de Maine-et-Loire, avec 123 voix sur 230 votants et 258 inscrits, contre François-Régis de La Bourdonnaye, qui n'en obtient que 100. Charles-Jean Cesbron-Lavau vote, dans la législature, avec les royalistes constitutionnels,. Son mandat s'achève le 24 décembre 1823.
Il obtient une médaille d'argent à l'Exposition de 1823[réf. nécessaire], est président du tribunal de commerce de Cholet, puis juge de paix du canton de Chemillé de 1832 à 1839.

### Mort
Charles-Jean Cesbron-Lavau meurt le 12 septembre 1839, dans le quartier Saint-Léonard.